# ديديريك فون كابيلين
ديديريك فون كابيلين هو صاحب أرض ‏ وشخصية أعمال وسياسي نرويجي، ولد في 21 يونيو 1761 في شين في النرويج، وتوفي في 3 أبريل 1828. انتخب member of the Norwegian Constitutional Assembly ‏ عن دائرة Skien ‏ (10 أبريل 1814 – 20 مايو 1814).